# فالينار
فالينار (بالإسبانية: Vallenar)‏ هي مدينة في إقليم أتاكاما في تشيلي.
يبلغ عدد سكانها حوالي 43,750 نسمة.

## المناخ
يظهر الجدول التالي التغييرات المناخية على مدار السنة لفالينار:
| البيانات المناخية لـفالينار       | البيانات المناخية لـفالينار | البيانات المناخية لـفالينار | البيانات المناخية لـفالينار | البيانات المناخية لـفالينار | البيانات المناخية لـفالينار | البيانات المناخية لـفالينار | البيانات المناخية لـفالينار | البيانات المناخية لـفالينار | البيانات المناخية لـفالينار | البيانات المناخية لـفالينار | البيانات المناخية لـفالينار | البيانات المناخية لـفالينار | البيانات المناخية لـفالينار |
| الشهر                             | يناير                       | فبراير                      | مارس                        | أبريل                       | مايو                        | يونيو                       | يوليو                       | أغسطس                       | سبتمبر                      | أكتوبر                      | نوفمبر                      | ديسمبر                      | المعدل السنوي               |
| --------------------------------- | --------------------------- | --------------------------- | --------------------------- | --------------------------- | --------------------------- | --------------------------- | --------------------------- | --------------------------- | --------------------------- | --------------------------- | --------------------------- | --------------------------- | --------------------------- |
| متوسط درجة الحرارة الكبرى °م (°ف) | 26.6 (79.9)                 | 26.7 (80.1)                 | 25.3 (77.5)                 | 22.7 (72.9)                 | 20.6 (69.1)                 | 18.9 (66.0)                 | 18.8 (65.8)                 | 19.8 (67.6)                 | 21.0 (69.8)                 | 22.7 (72.9)                 | 24.1 (75.4)                 | 25.5 (77.9)                 | 22.7 (72.9)                 |
| المتوسط اليومي °م (°ف)            | 18.6 (65.5)                 | 18.6 (65.5)                 | 17.1 (62.8)                 | 14.9 (58.8)                 | 13.1 (55.6)                 | 11.7 (53.1)                 | 11.4 (52.5)                 | 12.2 (54.0)                 | 13.0 (55.4)                 | 14.5 (58.1)                 | 15.6 (60.1)                 | 17.5 (63.5)                 | 14.9 (58.8)                 |
| متوسط درجة الحرارة الصغرى °م (°ف) | 13.1 (55.6)                 | 13.1 (55.6)                 | 12.0 (53.6)                 | 10.1 (50.2)                 | 8.6 (47.5)                  | 7.1 (44.8)                  | 6.8 (44.2)                  | 7.3 (45.1)                  | 7.9 (46.2)                  | 9.0 (48.2)                  | 10.1 (50.2)                 | 11.8 (53.2)                 | 9.7 (49.5)                  |
| الهطول مم (إنش)                   | 0.0 (0.0)                   | 0.0 (0.0)                   | 0.7 (0.03)                  | 1.3 (0.05)                  | 4.1 (0.16)                  | 3.2 (0.13)                  | 11.9 (0.47)                 | 7.1 (0.28)                  | 2.1 (0.08)                  | 1.2 (0.05)                  | 0.0 (0.0)                   | 0.0 (0.0)                   | 31.6 (1.24)                 |
| ساعات سطوع الشمس الشهرية          | 337.9                       | 299.5                       | 285.2                       | 240.0                       | 213.9                       | 195.0                       | 210.8                       | 235.6                       | 249.0                       | 288.3                       | 303.0                       | 325.5                       | 3٬183٫7                     |
| ساعات سطوع الشمس اليومية          | 10.9                        | 10.6                        | 9.2                         | 8.0                         | 6.9                         | 6.5                         | 6.8                         | 7.6                         | 8.3                         | 9.3                         | 10.1                        | 10.5                        | 8.7                         |
| المصدر: Universidad de Chile      |                             |                             |                             |                             |                             |                             |                             |                             |                             |                             |                             |                             |                             |

## أعلام
- ويلسون كونتريرز
- ماريا ريفيرا أوركويتا
- ماريا أنجيلكا بيريز
- كارلوس ووكر مارتينيز
- ريكاردو فرانسيسكو روخاس